# Angadenia
Angadenia es un género de fanerógamas de la familia Apocynaceae. Contiene dos especies.
Es originario de la región del Caribe en Bahamas, Cuba, República Dominicana, Haití y Jamaica y Florida en Estados Unidos.

## Taxonomía
El género fue descrito por John Miers y publicado en On the Apocynaceae of South America 173–182, pl. 27. 1878. La especie tipo es: Angadenia berteroi (A. DC.) Miers.

## Especies aceptadas
A continuación se brinda un listado de las especies del género Angadenia aceptadas hasta mayo de 2015, ordenadas alfabéticamente. Para cada una se indica el nombre binomial seguido del autor, abreviado según las convenciones y usos.	
- Angadenia berteroi Miers
- Angadenia lindeniana' (Müll.Arg.) Miers (1878).